# Romano-Gotik

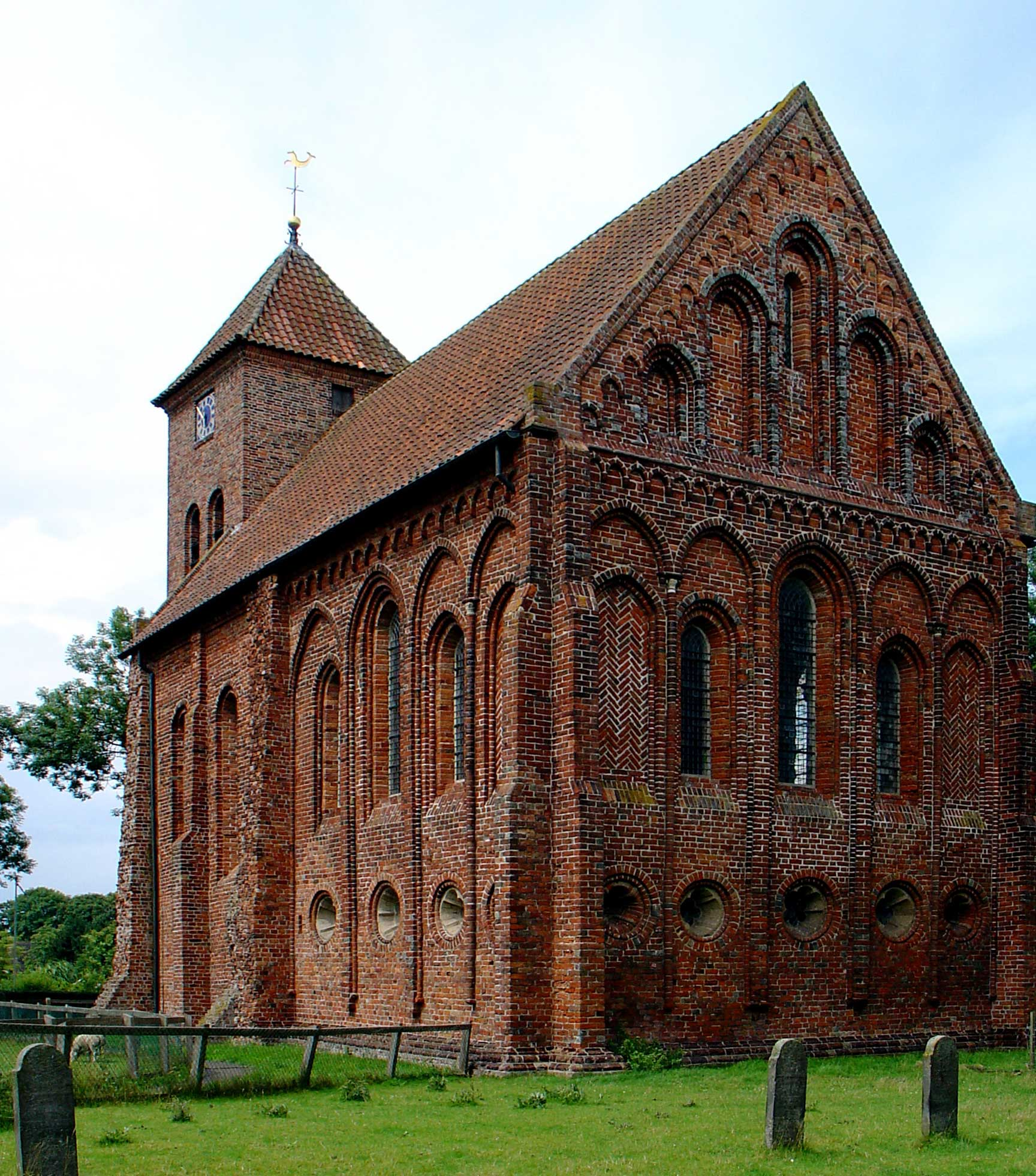
Romano-gotische Ursuskerk Termunten (um 1250)

Der Begriff Romano-Gotik wird für den Stil bestimmter Kirchenbauten des 13. und 14. Jahrhunderts beiderseits der niederländisch-deutschen Grenze in der Übergangszeit zwischen später Romanik und Gotik benutzt. Er bedient sich der dekorativen Schmuckformen der Gotik, übernimmt aber nicht deren Konstruktionsprinzipien. Er hielt an diesen Eigenarten noch fest, als andernorts schon längst die gotische Bauweise konsequenter befolgt wurde.
Hauptmerkmale sind Ziermauerwerk und Schmuckelemente wie Blendarkaden, Rundfenster und Rundbogenfriese.

## Niederrhein

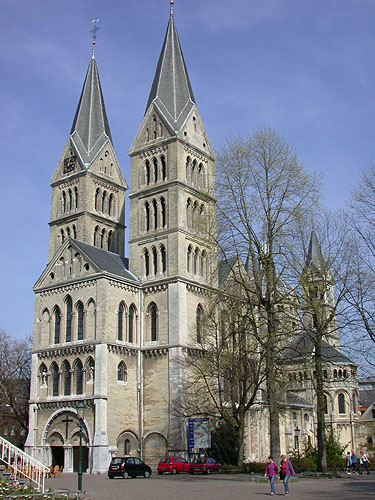
Munsterkerk in Roermond (1220–1260)

Der niederrheinische spätromanische Stil wird aufgrund der zunehmenden Vertikalität durch den Einsatz von Kreuzgewölben und den gelegentlichen Einsatz von Spitzbögen der Romano-Gotik zugerechnet. In den Niederlanden ist die Munsterkerk in Roermond das bedeutendste romano-gotische Beispiel. Kennzeichen des Baustils finden sich auch an der Alten Salviuskerk in Limbricht. Weitere romano-gotische Kirchen sind die Servaasbasiliek, die Liebfrauenbasilika in Maastricht sowie die St.-Plechelmus-Basilika in Oldenzaal. Am Ende des 19. Jahrhunderts bildete dieser Stil die Inspirationsquelle für die Neuromano-Gotik, als dessen bedeutendster Vertreter der deutsch-niederländische Kirchenarchitekt Carl Weber (1820–1908) gilt.

## Ostfriesland und Nordniederlande

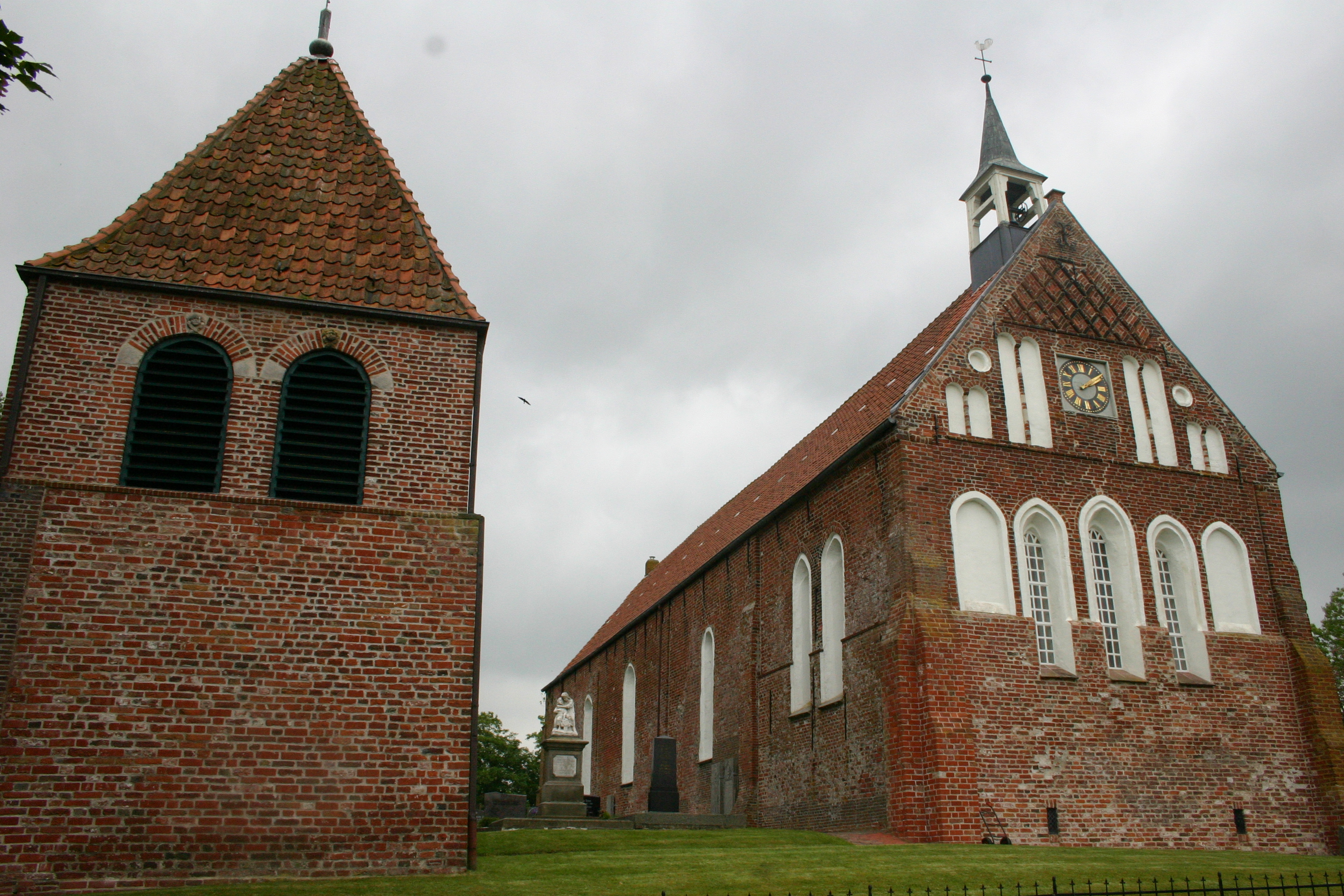
Reich gestaltete Ostseite der Grimersumer Kirche (2. Hälfte 13. Jh.)

Etliche Kirchen im westlichen Ostfriesland und in den niederländischen Provinzen Groningen und Friesland sind von einem eigenständigen romano-gotischen Baustil geprägt. Gelegentlich wird der Baustil hier auch als „Frühgotik“ bezeichnet. Spezifische Ausprägungen unterscheiden den Baustil von rein romanischen Kirchen. Die romano-gotischen Kirchengebäude Frieslands sind ausnahmslos aus Backstein errichtet und weisen eine Mauergliederung mit horizontal voneinander abgesetzten Ebenen auf, denen Blendnischen als Verzierung dienen. Auch die Giebeldreiecke des Transepts sind mit Nischen ausgestattet. Die anfänglich kleinen Bögen liegen vertieft in der Mauer und weisen runde Profile auf. Teilweise werden Wandverstärkungen und Strebepfeiler eingesetzt, die auf die Gotik vorausweisen. Insbesondere die Ostseiten können mit Blendfeldern, Rautenmustern in den Giebeln, Okuli, Dreifenstergruppen, Konsolen, Rundbogenfriesen und Bögen dekorativ gestaltet sein. Verschiedene Zierelemente nehmen die Gotik vorweg, während die Art und Weise der Konstruktion noch romanisch ist. Im Inneren werden achtteilige Kreuzrippengewölbe eingesetzt, die oben so abgeflacht sind, dass die Rippen im Zentrum einen Kreis bilden. Innerhalb der Romano-Gotik hat sich eine Entwicklung vollzogen, indem die ältesten Beispiele einen reicheren Einsatz von Nischen und Giebeldekoration aufweisen als die jüngeren. Allmählich kamen diese weniger zum Einsatz, wurden die Fenster größer und vormals runde Bögen durch spitzbogige ersetzt, bis schließlich rein gotische Formelemente verwendet wurden. Die repräsentativen romano-gotischen Kirchen in Ostfriesland gehen fast alle auf Stiftungen der lokalen oder regionalen Häuptlinge zurück.
Ein frühes Beispiel einer ostfriesischen romano-gotischen Saalkirche ist die Dreifaltigkeitskirche in Collinghorst (um 1250). Der Ostgiebel der Grimersumer Kirche wird durch gestaffelte Blenden gegliedert, die darunter liegende Dreifenstergruppe wird von zwei Blendnischen flankiert. Bei St. Mauritius in Reepsholt werden die Querschiffgiebel durch Rundblenden mit Fischgrätverband und einem Dreipassfries verziert, die ansonsten nicht in Ostfriesland, wohl aber im niederländischen Friesland begegnen. Die Langseiten des Schiffs der Eilsumer Kirche (1240–1260) werden durch zwei Ebenen mit rundbogigen Blendarkaden gegliedert, unten sind größere, flache und oben kleine, tiefere Bögen mit schmalen Rundbogen-Fenstern.

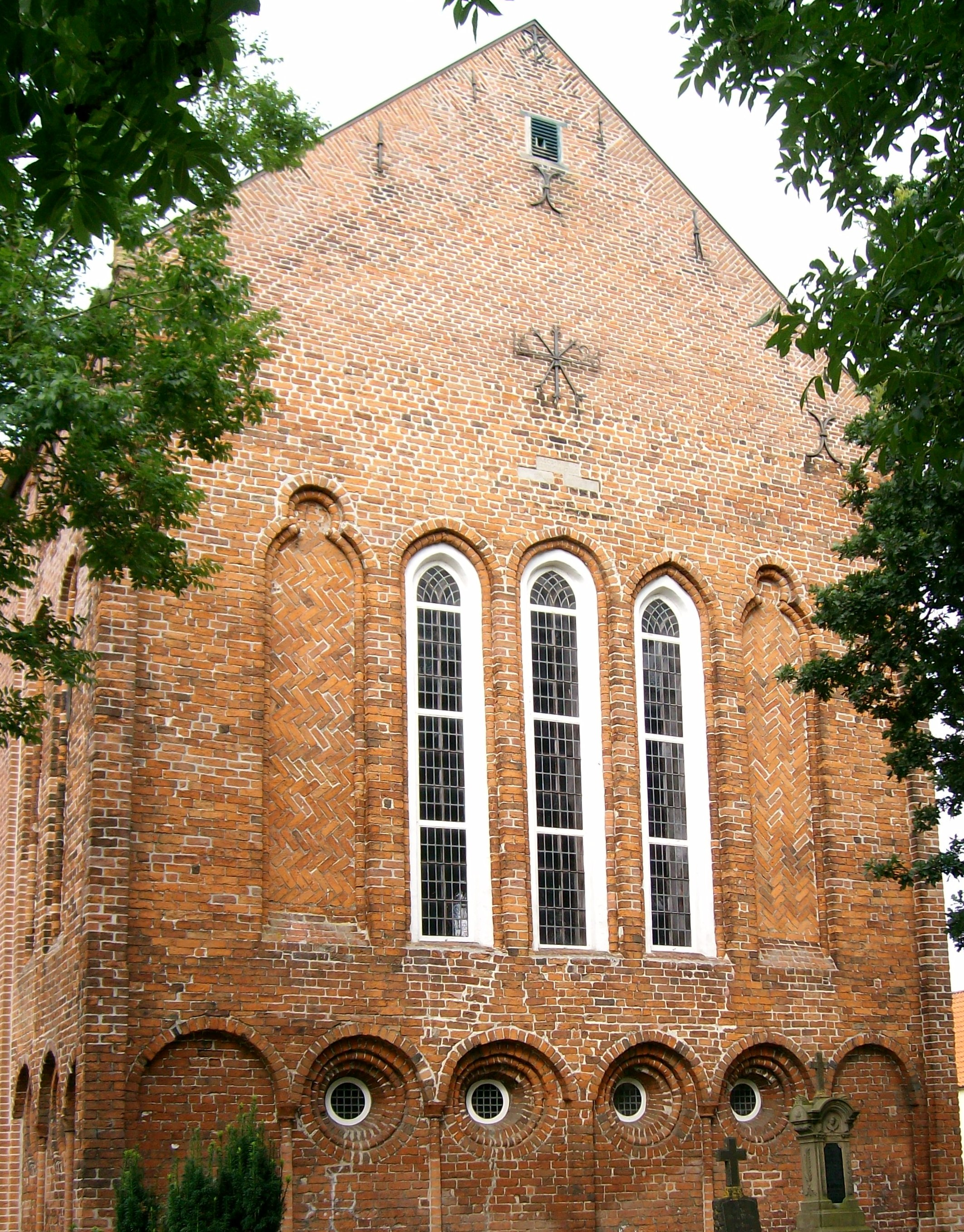
Ostseite der Bunder Ref. Kirche (1270/80)

Der romano-gotische Ostteil der Reformierten Kirche in Bunde ist gegenüber dem schlichten romanischen Langschiff (um 1200) aufwändiger gestaltet und datiert aus der Zeit um 1270 bis 1280. Die Außenwände des Chors sind in der unteren Ebene mit durchlaufenden Rundbogen-Arkaden versehen. Sie sind als Blendbögen mit Kapitellen auf Rundstäben gebaut, die in der Mitte mit Okuli versehen sind. Im oberen Teil der Ostwand ist ein Drillings-Spitzbogenfenster angebracht, das von zwei Blendfenstern mit Kleeblattbogen und Schachbrett- und Fischgrätmuster flankiert wird, in den Seitenmauern Blendfenster mit Rundbögen. Beim nördlichen Giebel ist noch das originale Rautenmuster erhalten. Die Stapelmoorer Kirche ist architektonisch ähnlich wie die Bunder Kreuzkirche konzipiert. Der Vierungsturm der Pilsumer Kreuzkirche stammt ebenfalls aus der Übergangszeit.
Ein Beispiel ganz eigener Art stellt die Marien-Kirche in Marienhafe dar, die sich an Bauformen des Osnabrücker Doms und französische Vorbilder anlehnt und um 1250 bis 1270 als dreischiffige Basilika errichtet wurde. Die Warnfried-Kirche in Osteel orientierte sich im Baustil an der Marienhafer Kirche und wurde wie jene im 19. Jahrhundert teilweise abgebrochen. Die Werdumer St.-Nicolai-Kirche mit ihren Ecklisenen und dem reich verzierten Gesims aus dem Jahr 1327 steht für die letzte Phase der Romano-Gotik.
Eines der ältesten Beispiele dieses Stils in den Niederlanden ist der Chor der Kirche in Leermens. Die Kirchen von Stedum und Zuidbroek sind weitgehend erhaltene Beispiele des frühen Stils. Die Kirche in Noordbroek lässt den Übergang zur Gotik erkennen. In Zeerijp ist das letzte Stadium der Romano-Gotik erreicht: Rein gotische Formen werden mit einer Bauweise und Einzelelementen der Romano-Gotik kombiniert. Weitere Kirchen der Romano-Gotik in der Groninger Provinz gibt es in Krewerd, Loppersum, Termunten, Garmerwolde, Bierum, Godlinze, Ten Boer, Huizinge. In Westfriesland stehen Kirchen dieses Stils in Hantumhuizen, Bergum und Eestrum. Weiter nach Osten treten die Formen dieses Stils im Dom zu Ratzeburg, der Klosterkirche Sonnenkamp und der Pfarrkirche Schwaan auf.